# Putrescina N-idrossicinnamoiltransferasi
La putrescina N-idrossicinnamoiltransferasi è un enzima appartenente alla classe delle transferasi, che catalizza la seguente reazione:
caffeoil-CoA + putrescina ⇄ CoA + N-caffeoilputrescina
Anche il feruloil-CoA, cinnamoil-CoA e sinapoil-CoA possono agire come donatori, ma più lentamente.